# 399 pr. n. št.

## Smrti
- Amirtej, egipčanski faraon (* ni znano)
- Sokrat, grški filozof (* 470 pr. n. št.)